# Historical Association
Die Historical Association (HA) ist ein gemeinnütziger Lehrerverband und Geschichtsverein im Vereinigten Königreich, der 1906 gegründet wurde, um vor allem die Interessen von Geschichtslehrern wahrzunehmen und sich für die öffentliche Wahrnehmung der Geschichtswissenschaft und des Geschichtsunterrichts einzusetzen.
Der Verband wurde als Komplement zur Royal Historical Society für den Unterricht an Schulen gegründet, insbesondere für das damals relativ neue Curriculum-Fach Geschichte. Ähnliche Verbände für andere Schulfächer wie Mathematik (Mathematical Association 1871), Geografie (1893), Neue (1893) und Alte Sprachen (Classical Association 1903)  bestanden schon zuvor.
Die HA hatte 2022 rund 8000 Vollmitglieder (Personen und Schulen) und gibt die Zeitschriften History (wissenschaftliche Beiträge), The Historian, International Journal of Historical Learning, Teaching and Research, Teaching History und Primary History heraus. Sie ist Mitglied von Euroclio.